# 王超奎
王超奎（1907年—1941年12月25日），中華民國重慶市武隆人，國民革命軍少校營長，八年抗戰陣亡軍官之一。於第三次長沙會戰中為國民革命軍第20軍第133師第398團團長，奉命守備新墻河一帶，並在新墻河後的傅家橋、相公嶺一帶佈防。1941年12月23日下午，日軍以4萬餘人的兵力向新墻河一線發起進攻。血戰3日後，王超奎所率官兵傷亡慘重、僅存30餘人，其亦殉國；但該團的頑強抵抗，成功抵擋日軍的進擊。长沙会战结束后，國民革命軍第20軍第133师将王超奎遗体葬于相公岭，并立碑镌传；國民政府軍事委員會追赠王超奎陆军中校。1988年，中华人民共和国民政部追认王超奎为革命烈士。